# Pisogne
Pisogne ist eine Gemeinde in der italienischen Provinz Brescia in der Lombardei. Der Ort hat 7894 Einwohner (Stand 31. Dezember 2023) und liegt auf 198 m. ü. M.

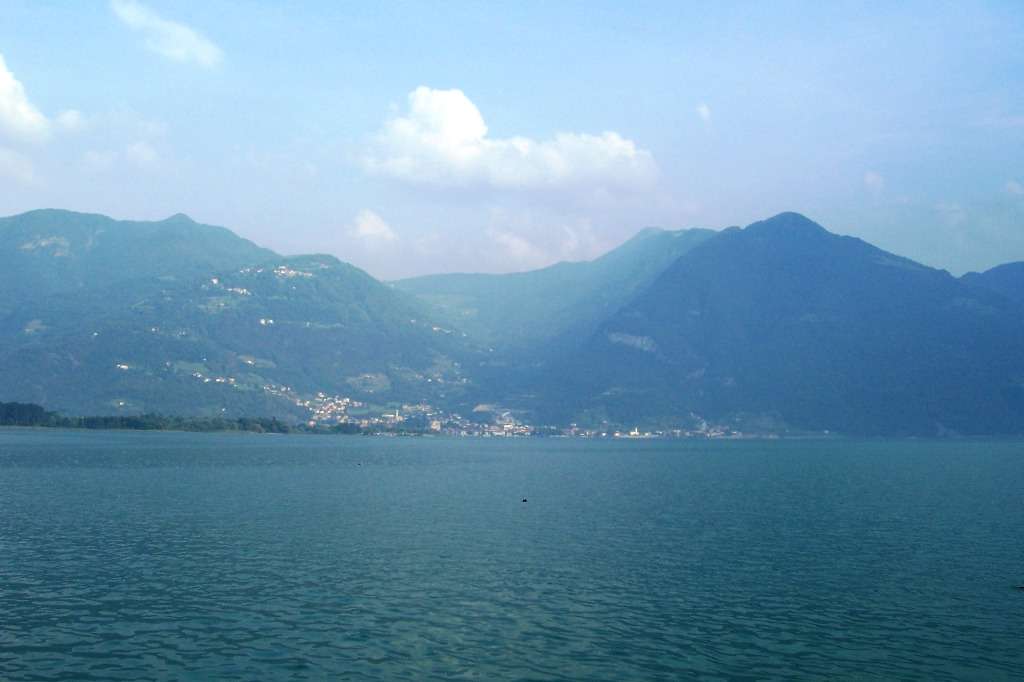
Blick von Lovere auf Pisogne

## Geografie
Die Gemeinde liegt am nordöstlichen Ende des Iseosees, wo das Valcamonica in den See mündet. Sie gehört zur Berggemeinschaft (Comunità montana) Sebino Bresciano. Nach dem südlich gelegenen Iseo am Ostufer des Sees sind es etwa 24 km, die Provinzhauptstadt Brescia liegt etwa 44 km südlich.
Fraktionen (Ortsteile) der Gemeinde sind Fraine, Gratacasolo, Grignaghe, Sommo, Palot, Sonvico, Siniga, Toline, Pontasio und Passabocche.
Die Nachbargemeinden sind Artogne, Castro (BG), Costa Volpino (BG), Lovere (BG), Marone, Pezzaze, Pian Camuno, Riva di Solto (BG), Solto Collina (BG), Tavernole sul Mella und Zone.

## Geschichte
Die Gegend ist seit prähistorischen Zeiten bewohnt. Im Mittelalter war Pisogne ein wichtiges Handelszentrum zwischen dem Camonica-Tal und dem Iseo-See. Im 12. Jahrhundert wurde der Ort zerstört, wieder aufgebaut und mit Mauern und Türmen befestigt. Das jetzige Stadtbild des Zentrums stammt hauptsächlich aus dem 17. Jahrhundert und zeichnet sich durch den Bau von Arkaden und Palästen aus. Seit 1907 ist Pisogne an das Eisenbahnnetz angeschlossen.

## Sehenswürdigkeiten
- Sehenswert ist die Kirche Santa Maria della Neve mit Fresken von Girolamo Romanino. Sie wurden zwischen 1532 und 1534 geschaffen und zeigen das Leiden Jesu. Die Kirche Santa Maria in Silvis enthält ebenfalls Fresken aus dem späten 15. Jahrhundert, darunter eine Darstellung des Totentanzes.
- Außerdem befinden sich im Ortskern der Bischofsturm (Torre del Vescovo) und Reste der alten Stadttore.

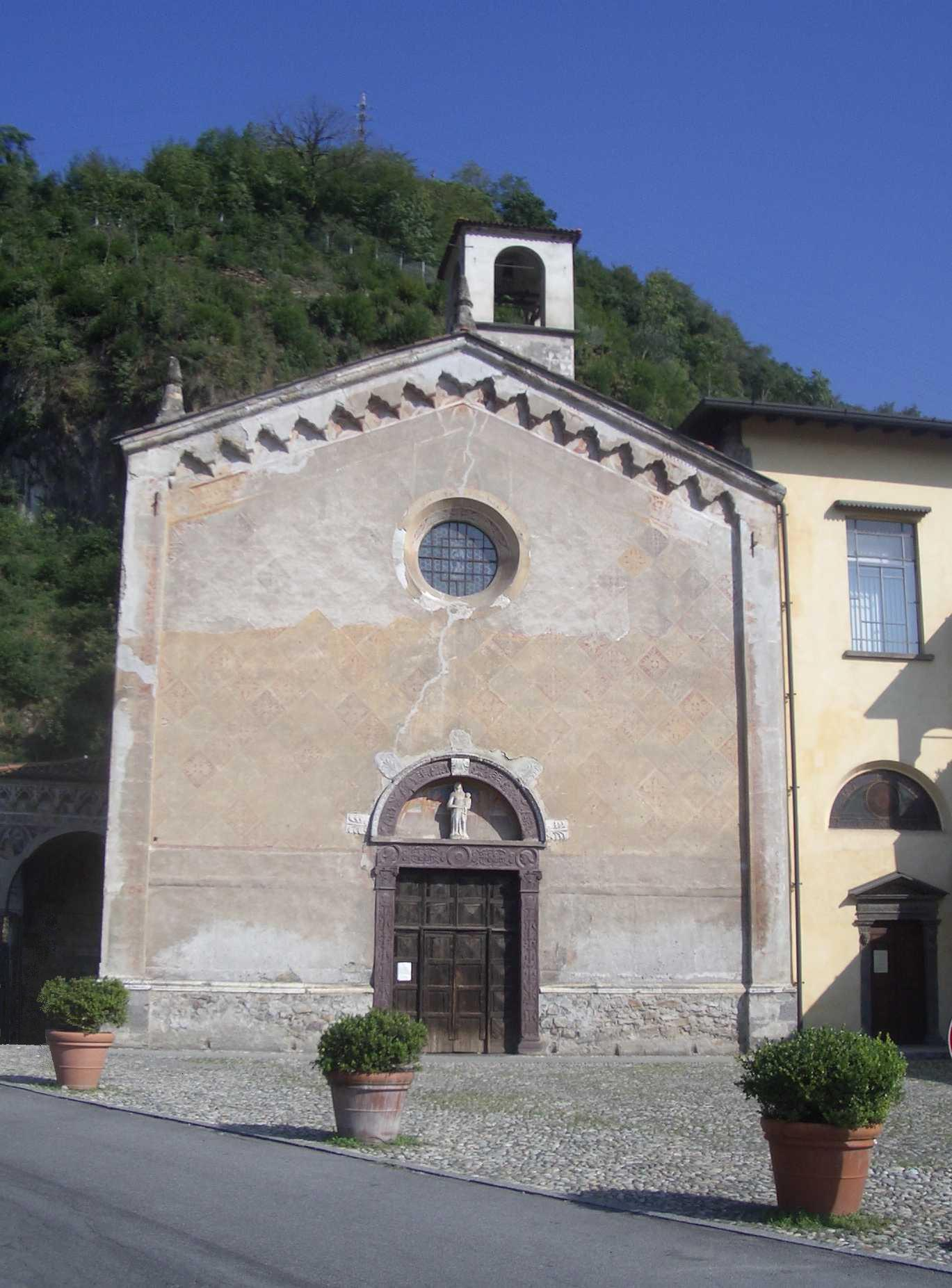
Santa Maria della Neve
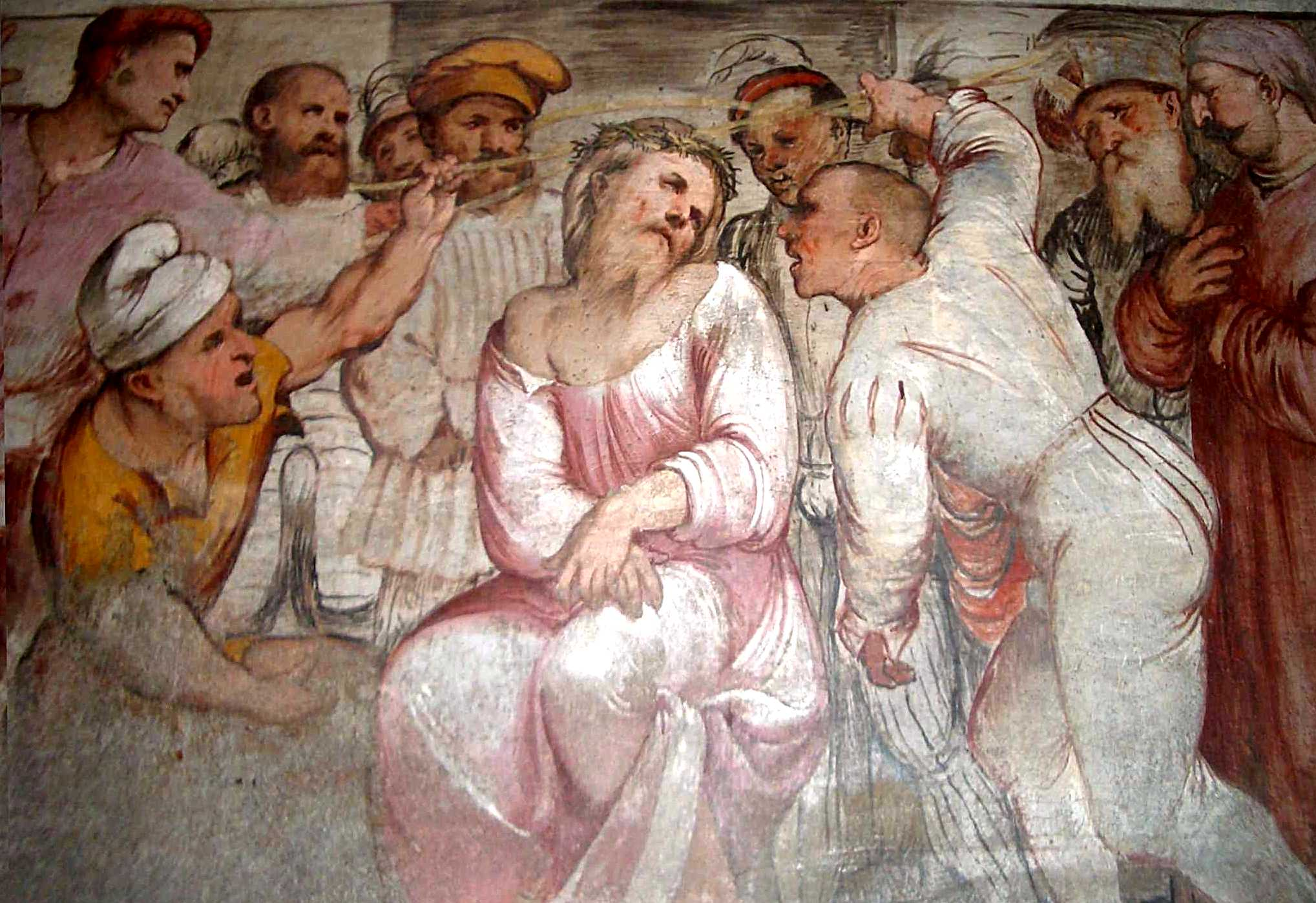
Santa Maria della Neve, Fresko: Verspottung Christi
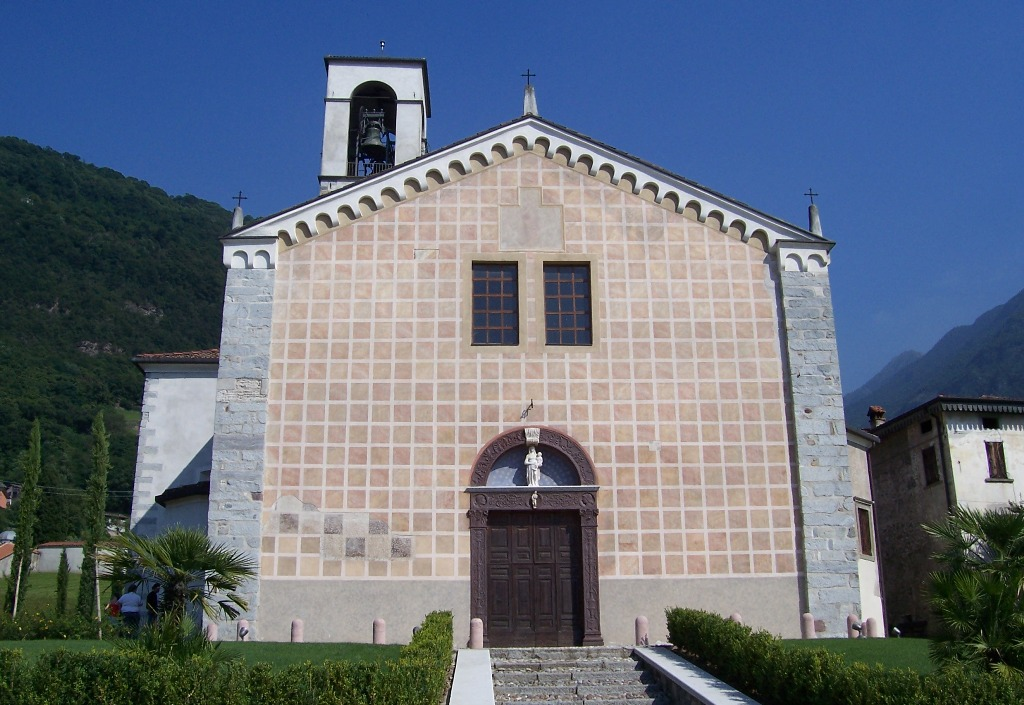
Santa Maria in Silvis
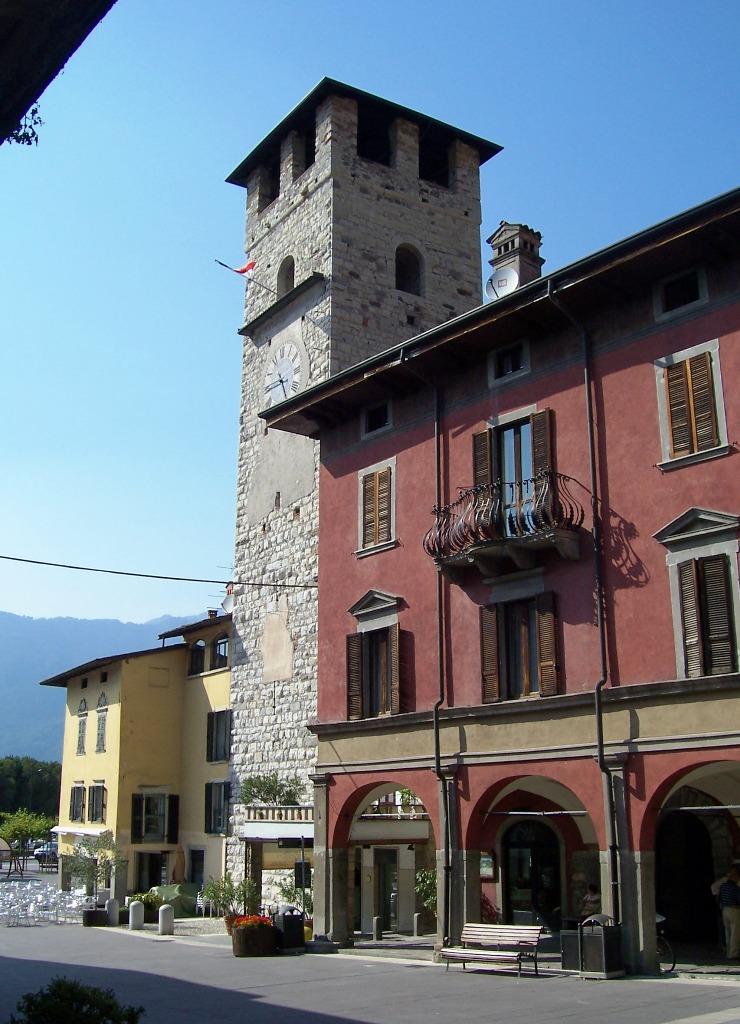
Torre del Vescovo

## Söhne und Töchter der Gemeinde
- Giuseppe Romele (* 1992), paralympischer Skilangläufer